# Сельское поселение «Село Дуброво»
Сельское поселение «Село Дуброво» — муниципальное образование в составе Кировского района Калужской области России.
Центр — село Дуброво.

## Население
| 2010 | 2012 | 2013 | 2014 | 2015 | 2016 | 2017 |
| ---- | ---- | ---- | ---- | ---- | ---- | ---- |
| 586  | ↗604 | ↗637 | ↗648 | ↗661 | ↘659 | ↘655 |
| 2018 | 2019 | 2020 | 2021 |      |      |      |
| ↘643 | ↗648 | ↗662 | ↘542 |      |      |      |

## Состав
В поселение входят 7 населённых мест:
- село Дуброво
- деревня Ближнее Натарово
- деревня Липовка
- деревня Михалево
- деревня Острая Слобода
- деревня Раменное
- деревня Якимово